# Carlos Alberto Parreira
Carlos Alberto Parreira (Rio de Janeiro, 27. veljače 1943.) je bivši brazilski nogometni trener i jedan od najtrofejnijih trenera u povijesti.

## Karijera
Diplomirao je na Fakultetu za tjelesnu kulturu kao učitelj tjelesne kulture, a zatim se specijalizirao kao nogometni trener.
Na SP u Meksiku 1970. bio je kondicijski trener Brazilske nogometne reprezentacije koja je tada došla do svog trećeg naslova prvaka.
Na OI u Münchenu 1972. bio je pomoćni trener Brazila. 
Od 1978. do 1982. godine bio je trener Kuvajtske reprezentacije, s kojom se plasirao na SP 1982. u Španjolskoj. 1983. godine preuzeo je brazilsku momčad na poziv brazilskog saveza. Tu dužnost vršio je svega 15 mjeseci, odnosno 14 odigranih utakmica (5 pobjeda, 7 remija, 2 poraza).
Sljedeća reprezentacija koju je trenirao bila je reprezentacija UAE, koju je odveo na SP 1990. u Italiju. Prije tog SP-a, tri je godine trenirao reprezentaciju Saudijske Arabije.
1991. godine, po drugi je put preuzeo Brazil, s kojim je osvojio naslov svjetskih prvaka na SP u SAD-u 1994. Nakon osvajanja tog naslova, sam je odstupio s te dužnosti i prihvatio je ponudu Valencije. Do 2002. godine svake godine je trenirao drugu momčad, da bi te godine, po treći puta postao brazilski izbornik, na čijoj će klupi ostati do 2005. godine.

## Kondicijski trener
- São Cristóvão (1967)
- Vasco da Gama (1969)
- Brazil (1970)
- Fluminense (1970-1974)

## Pomoćni trener
- Brazil (Olimpijska momčad) (1972)
- Kuvajt (1976-1977)